# Omne tulit punctum, qui miscuit utile dulci
La locuzione latina Omne tulit punctum, qui miscuit utile dulci, tradotta letteralmente, significa: "Ha ottenuto tutti i voti (un consenso unanime) chi ha mescolato l'utile al dolce" (Orazio, Ars poetica, verso 343). In altre parole: "Raggiunge la perfezione chi sa unire l'utile al dilettevole".
Questa massima può esser citata per esprimere il concetto secondo cui la serenità si raggiunge quando si trovano interessanti e piacevoli le cose utili (come il lavoro). In tal senso, ad esempio, la frase viene utilizzata nel Gymnasium dell'Orto botanico di Palermo per celebrare il lavoro del botanico.
Orazio si riferiva però, propriamente, al poeta. Con questo verso (e con quello seguente: ...lectorem delectando pariterque monendo, cioè: "...dilettando e insieme istruendo il lettore") egli intende assegnare alla poesia una funzione didascalica, d'insegnamento.
Si confrontino le parole famose del Tasso: il vero condito in molli versi (Gerusalemme liberata, I, ottava 3), il principio del Manzoni secondo cui la letteratura ha l'utile per scopo, il vero per soggetto e l'interessante per mezzo, e la dichiarazione poetica del Parini nell'ultima strofa dell'ode illuministica La salubrità dell'aria.